# Jean Le Pautre

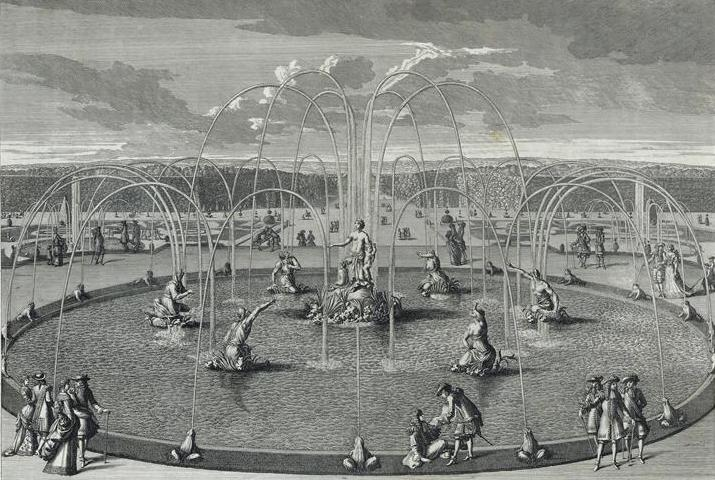
Jean Le Pautre, Vista del bacino di Latone nei giardini di Versailles, 1678

Jean Le Pautre o Lepautre (28 giugno 1618 – 2 febbraio 1682) è stato un incisore francese fratello maggiore dell'architetto Antoine Le Pautre e padre di Jacques Le Pautre e Pierre Le Pautre.

## Biografia
Iniziò come apprendista di un falegname e costruttore. Oltre ad apprendere il lavoro meccanico e costruttivo, sviluppò una notevole abilità con la matita. I suoi disegni, innumerevoli per quantità ed esuberanti nel contenuto, consistevano principalmente in soffitti, fregi, comignoli, porte e decorazioni murali. Ideò alari, credenze, armadietti, consolle, specchi e altri mobili.
Lavorò a lungo alla Manifattura dei Gobelins. Il suo lavoro è spesso molto fiammeggiante ed elaborato. Usò frequentemente amorini, arabeschi e cartigli nelle sue opere. I suoi comignoli, al contrario, erano spesso semplici ed eleganti. Le sue tavole incise, quasi 1.500, sono quasi interamente originali e includono un autoritratto. Realizzò molti progetti per André-Charles Boulle.
Nel 1677 divenne membro dell'Accademia di Parigi.